# William Lloyd Garrison Williams
 William Lloyd Garrison Williams (* 3. Oktober 1888 in Labette County, Kansas; † 31. Januar 1976) war ein kanadisch-amerikanischer Mathematiker und Hochschullehrer.

## Leben und Werk
Williams war der einzige Sohn von Nathan Williams und seiner zweiten Ehefrau Dunreath Truex und wurde nach William Lloyd Garrison benannt, der die erfolgreiche Kampagne der Abolitionisten gegen die Sklaverei in den Vereinigten Staaten leitete. Nach dem Tod seiner Mutter wurde er auf der Farm seiner Großeltern in Indiana großzogen und besuchte die Grundschule und die örtliche Quäkerakademie. Durch die Bemühungen seiner Lehrer konnte er am Haverford College studieren, nahm an einigen Mathematikkursen teil und erhielt ein Rhodes-Stipendium an der University of Oxford, wo er Mathematik studierte. In den Sommermonaten forschte er an der University of Chicago, wo er seine spätere Frau, die Pianistin Anne Christine Sykes kennenlernte. 1920 promovierte er bei Leonard Eugene Dickson an der University of Chicago mit der Dissertation: Fundamental Systems of Formal Modular Seminvariants of the Binary Cubic. Er lehrte bis 1924 an der Cornell University und nahm dann eine Stelle am Mathematik-Institut der McGill University in Montreal, Kanada an, wo er bis 1954 lehrte.  1925 promovierte bei ihm an der Cornell University Elbert Frank Cox, der erste Afroamerikaner, für den er ein Stipendium veranlasste, damit dieser ihn an die McGill University zur Forschung begleiten konnte.  Ab 1943 arbeitete Williams daran, ein kanadisches mathematisches Forum zu gründen und konzipierte 1945 den Canadian Mathematical Congress mit. Er wurde zum Schatzmeister der Gesellschaft gewählt und blieb bis 1965 in dieser Position. 1978 wurde daraus als gemeinnützige Organisation die Canadian Mathematical Society gegründet, um Verwechslungen mit den vierjährigen mathematischen Kongressen zu vermeiden. Williams wurde für seine Beiträge zum mathematischen Leben Kanadas sehr geehrt: er erhielt Ehrentitel von der Universität von Montreal, der University of Manitoba, der Dalhousie University und der Mount Allison University. Er arbeitete nicht nur an der Gründung der Canadian Mathematical Society mit, sondern auch an der Gründung eines Canadian Save the Children Fund.  1954 trat er dem Vorstand des Canadian Friends Service Committee bei und war von 1959 bis 1963 Vorsitzender des Komitees.